# Jessica Steen
Jessica Steen (Toronto, 19 december 1965) is een Canadese actrice.

## Biografie
Steen werd geboren in Toronto en is van Schotse en Nederlandse afkomst. 

## Filmografie

### Films
Selectie:
- 2005 Chaos – als Karen Cross
- 2005 Left Behind: World at War – als Carolyn Miller
- 1998 Armageddon – als co-pilote Jennifer Watts
- 1997 Trial and Error – als Elizabeth

### Televisieseries
Selectie:

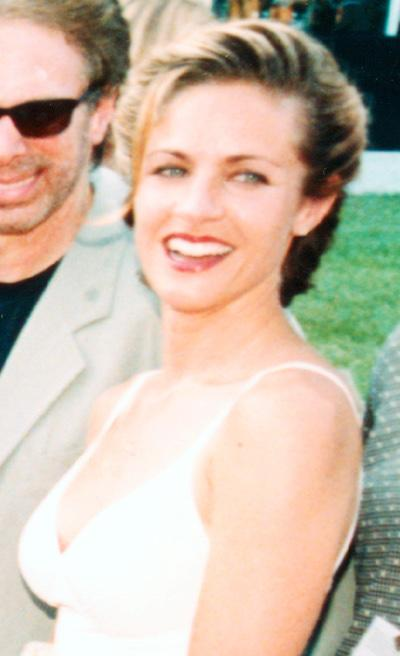
Jessica Steen in 1998

- 2007-2023 Heartland – als Lisa Stillman – 108 afl.
- 2019 Charmed - als Devorah Silver - 2 afl.
- 2008-2015 Those Damn Canadians - als Katherine 'Kat' Baines - 17 afl.
- 2003-2015 NCIS – als NCIS speciaal agente Paula Cassidy – 7 afl.
- 2009-2012 Flashpoint – als Donna Sabine – 11 afl.
- 2012 Bullet in the Face – als Eva Braden – 6 afl.
- 2012 Republic of Doyle – als Sonja Sterling – 3 afl.
- 2008 jPod – als Freedom – 3 afl.
- 2005 Killer Instinct – als dr. Francine Klepp – 7 afl.
- 2004 Stargate SG-1 – als dr. Elizabeth Weir – 2 afl.
- 1997 Murder One – als Paige Weikopf – 4 afl.
- 1994-1995 Earth 2 – als dr. Julia Heller – 21 afl.
- 1991-1993 Homefront – als Linda Metcalf – 42 afl.
- 1987-1988 Captain Power and the Soldiers of the Future – als korperaal Jennifer Chase 22 afl.

- Biblioteca Nacional de España: XX1532029
- Bibliothèque nationale de France: cb13941747s (data)
- International Standard Name Identifier: 0000 0000 5936 351X
- Library of Congress Control Number: no00005421
- Nationale Bibliotheek van Israël: 987007369671505171
- Virtual International Authority File: 34647976
- WorldCat: E39PBJth8Xty7k94yDkJXTqWjC